# باول دوغرتي (لاعب كرة قدم)
باول دوغرتي (بالإنجليزية: Paul Dougherty)‏ هو لاعب كرة قدم أمريكي، ولد في 12 مايو 1966 في ليمينغتون سبا في المملكة المتحدة. لعب مع إمباكت مونتريال وبيتسبورغ ريفرهوندز وتامبا باي موتيني وتشارلستون بيتري وشيكاغو فاير وكولورادو رابيدز ونادي توركي يونايتد ونادي غوادالاخارا ونيويورك ريد بولز ووولفرهامبتون واندررز.